# ジャナドリア
ジャナドリア（欧字名:Janadriyah、2022年4月4日 - ）は、日本の競走馬。主な勝ち鞍は2025年の雲取賞。
馬名はサウジアラビアの伝統と文化の国家フェスティバルから由来している。

## 経歴

### 2歳（2024年）
8月17日新潟ダート1800mの2歳新馬戦でクリストフ・ルメールを背に1番人気で出走。道中中団追走から直線で鋭く脚を伸ばすと最後は早めに先頭に立ったピカピカサンダーを差し切ってデビュー戦を飾るとともに、父ゴールドドリームのJRA産駒初勝利ともなった。4か月休養ののち、12月8日中山ダート1800mの2歳1勝クラスでは横山武史とのコンビで挑み、道中後方2番手追走から3・4コーナー付近で捲り気味に仕掛けると先に抜け出したベリタバグスをきっちりとかわしてデビュー2連勝とした。

### 3歳（2025年）
2月19日に行われた雲取賞では道中4番手追走から4コーナーでで外へ持ち出し、最後の直線では逃げ粘るスマイルマンボをかわして先頭に立つと後続に1馬身3/4差をつけ重賞初制覇を果たした。

## 競走成績
以下の内容は、netkeiba.comおよびJBISサーチに基づく。
| 競走日     | 競馬場 | 競走名       | 格     | 距離（馬場）  | 頭 数 | 枠 番 | 馬 番 | オッズ （人気） | 着順 | タイム （上り3F） | 着差 | 騎手        | 斤量 [kg] | 1着馬（2着馬）       | 馬体重 [kg] |
| ---------- | ------ | ------------ | ------ | ------------- | ----- | ----- | ----- | --------------- | ---- | ----------------- | ---- | ----------- | --------- | -------------------- | ----------- |
| 2024.08.17 | 新潟   | 2歳新馬      |        | ダ1800m（良） | 15    | 7     | 13    | 001.30（1人）   | 01着 | R1:55.0（38.2）   | -0.1 | 0C.ルメール | 55        | （ピカピカサンダー） | 502         |
| 0000.12.08 | 中山   | 2歳1勝クラス |        | ダ1800m（良） | 13    | 1     | 1     | 004.90（2人）   | 01着 | R1:54.1（37.9）   | -0.3 | 0横山武史   | 56        | （ベリタバグス）     | 518         |
| 2025.02.19 | 大井   | 雲取賞       | JpnIII | ダ1800m（良） | 12    | 4     | 4     | 001.60（1人）   | 01着 | R1:55.8（39.3）   | -0.3 | 0C.ルメール | 57        | （グランジョルノ）   | 521         |
| 0000.04.29 | 大井   | 羽田盃       | JpnI   | ダ1800m（良） | 15    | 5     | 9     | 003.90（2人）   | 03着 | R1:54.3（39.2）   | -2.2 | 0C.ルメール | 57        | ナチュラルライズ     | 515         |
| 0000.08.10 | 新潟   | レパードS    | GIII   | ダ1800m（不） | 15    | 4     | 6     | 009.30（6人）   | 06着 | R1:51.4（37.8）   | -0.9 | 0戸崎圭太   | 57        | ドンインザムード     | 526         |

- 競走成績は2025年8月10日現在

## 血統表
| ジャナドリアの血統             | ジャナドリアの血統                 | ジャナドリアの血統              | （血統表の出典）                | （血統表の出典） |
| 父系                           | サンデーサイレンス系               | サンデーサイレンス系            | サンデーサイレンス系            | [ § 2 ]          |
| 父 ゴールドドリーム 鹿毛 2013  | 父の父ゴールドアリュール 栗毛 1999 | *サンデーサイレンス             | Halo                            | Halo             |
| 父 ゴールドドリーム 鹿毛 2013  | 父の父ゴールドアリュール 栗毛 1999 | *サンデーサイレンス             | Wishing Well                    |                  |
| 父 ゴールドドリーム 鹿毛 2013  | 父の父ゴールドアリュール 栗毛 1999 | *ニキーヤ                       | Nureyev                         | Nureyev          |
| 父 ゴールドドリーム 鹿毛 2013  | 父の父ゴールドアリュール 栗毛 1999 | *ニキーヤ                       | Reluctant Guest                 |                  |
| 父 ゴールドドリーム 鹿毛 2013  | 父の母*モンヴェール 鹿毛 2003      | *フレンチデピュティ             | Deputy Minister                 | Deputy Minister  |
| 父 ゴールドドリーム 鹿毛 2013  | 父の母*モンヴェール 鹿毛 2003      | *フレンチデピュティ             | Mitterand                       |                  |
| 父 ゴールドドリーム 鹿毛 2013  | 父の母*モンヴェール 鹿毛 2003      | *スペシャルジェイド             | Cox's Ridge                     | Cox's Ridge      |
| 父 ゴールドドリーム 鹿毛 2013  | 父の母*モンヴェール 鹿毛 2003      | *スペシャルジェイド             | Statistic                       |                  |
| 母 *ターシャズスター 鹿毛 2006 | 母の父Spanish Steps 黒鹿毛 2001    | Unbridled                       | Fappiano                        | Fappiano         |
| 母 *ターシャズスター 鹿毛 2006 | 母の父Spanish Steps 黒鹿毛 2001    | Unbridled                       | Gana Facil                      |                  |
| 母 *ターシャズスター 鹿毛 2006 | 母の父Spanish Steps 黒鹿毛 2001    | Trolley Song                    | Caro                            | Caro             |
| 母 *ターシャズスター 鹿毛 2006 | 母の父Spanish Steps 黒鹿毛 2001    | Trolley Song                    | Lucky Spell                     |                  |
| 母 *ターシャズスター 鹿毛 2006 | 母の母Ms. Cuvee Napa 鹿毛 1992     | Relaunch                        | In Reality                      | In Reality       |
| 母 *ターシャズスター 鹿毛 2006 | 母の母Ms. Cuvee Napa 鹿毛 1992     | Relaunch                        | Foggy Note                      |                  |
| 母 *ターシャズスター 鹿毛 2006 | 母の母Ms. Cuvee Napa 鹿毛 1992     | A Penny Is a Penny              | Temperence Hill                 | Temperence Hill  |
| 母 *ターシャズスター 鹿毛 2006 | 母の母Ms. Cuvee Napa 鹿毛 1992     | A Penny Is a Penny              | Raise a Penny                   |                  |
| 母系(F-No.)                    | ターシャズスター(USA)系(FN:3-l)    | ターシャズスター(USA)系(FN:3-l) | ターシャズスター(USA)系(FN:3-l) | [ § 3 ]          |
| 5代内の近親交配                | Mr. Prospector：S5×M5              | Mr. Prospector：S5×M5           | Mr. Prospector：S5×M5           | [ § 4 ]          |
| 出典                           | 1. 2. 3. 4.                        | 1. 2. 3. 4.                     | 1. 2. 3. 4.                     | 1. 2. 3. 4.      |

- 半姉エスメラルディーナ（父Harlan's Holiday）は2014年関東オークス勝ち馬。その産駒に2022年小倉大賞典勝ち馬のアリーヴォがいる。